# Anamari Velenšek
Anamari Velenšek (Celje, 15 maggio 1991) è una judoka slovena.

## Palmarès
- Olimpiadi

Rio de Janeiro 2016: bronzo nei 78 kg.
- Mondiali

Čeljabinsk 2014: bronzo nei 78 kg.
Astana 2015: argento nei 78 kg.
- Europei

Istanbul 2011: bronzo nei 78 kg.
Čeljabinsk 2012: bronzo nei 78 kg.
Budapest 2013: argento nei 78 kg.
- Giochi europei

Baku 2015: bronzo nei 78 kg, valevole anche come campionato europeo.
- Giochi militari

Mungyeong 2015: oro nei -78kg
- Campionati europei under 23

Praga 2012: bronzo nei -78kg
- Campionati mondiali junior

Agadir 2010: argento nei -78kg

### Vittorie nel circuito IJF
| Data              | Località | Paese      | Categoria |
| ----------------- | -------- | ---------- | --------- |
| 27 novembre 2012  | Qingdao  | Cina       | Gran Prix |
| 15 settembre 2013 | Fiume    | Croazia    | Gran Prix |
| 9 febbraio 2014   | Parigi   | Francia    | Gran Slam |
| 14 novembre 2014  | Zagabria | Croazia    | Gran Prix |
| 3 maggio 2015     | Zagabria | Croazia    | Gran Prix |
| 8 ottobre 2017    | Tashkent | Uzbekistan | Gran Prix |